# Fairhaven Township (Illinois)
Die Fairhaven Township ist eine von 12 Townships im Carroll County im Nordwesten des US-amerikanischen Bundesstaates Illinois.

## Geografie
Die Fairhaven Township liegt im Nordwesten von Illinois rund 15 km östlich des Mississippi, der die Grenze zu Iowa bildet. Die Grenze zu Wisconsin befindet sich rund 65 km nördlich.
Die Fairhaven Township liegt auf 41°58′54″ nördlicher Breite und 89°55′38″ westlicher Länge und erstreckt sich über 98,3 km². 
Die Fairhaven Township liegt im Süden des Carroll County an der Grenze zum Whiteside County. Innerhalb des Carroll County grenzt die Fairhaven Township im Westen an die York Township, im Nordwesten an die Mount Carroll Township, im Norden an die Salem Township, im Nordosten an die Rock Creek-Lima Township und im Osten an die Wysox Township.

## Verkehr
Durch den Nordosten der Township verläuft die Illinois State Route 40. Von dieser zweigt die einzige weitere befestigte Straße innerhalb der Township in westlicher Richtung ab; bei allen weiteren Straßen handelt es sich um unbefestigte Fahrwege.
Durch den Nordosten verläuft eine Eisenbahnlinie der Union Pacific Railroad, die Chicago mit Omaha verbindet.
Der nächstgelegene Flugplatz ist der rund 25 km nordwestlich gelegene Tri-Township Airport südlich der Stadt Savanna.

## Bevölkerung
Bei der Volkszählung im Jahr 2010 hatte die Township 910 Einwohner. Neben Streubesiedlung existieren innerhalb der Fairhaven Township zwei Siedlungen:
- Chadwick (Village)
- Fair Haven (Unincorporated Community)